# Jamatami
Jamatami war eine vierköpfige deutsche Popband.

## Geschichte
Die Band wurde Anfang 2011 von dem deutschen Fernsehsender Super RTL für die Doku-Soap Jamatami: Das Star-Tagebuch ausgewählt. Sie war jedoch keine typische Casting-Band, da sich die vier Musiker, deren Anfangsbuchstaben der Vornamen auch den Bandnamen bilden, bereits vorher kannten und gute Freunde waren. Die Band hatte ihre ersten Auftritte im Rahmen der Toggo-Tour 2011. Ihre erste Single Perfect Day erschien am 13. Mai 2011, das zugehörige Album Tic Tac Toe am 17. Juni. Am 4. Juli 2011 stieg das Album in die deutschen Charts ein. In Österreich belegte die CD Rang 26 und hielt sich dort sechs Wochen. In der Schweiz erreichte die Platte Position 72 und war hier drei Wochen in der Chartwertung. 2012 trennte sich die Band nach einem Abschiedskonzert am 24. August 2012 in Göttingen am Kauf Park.
Im Frühjahr 2014 nahm Martijn Stoffers an Deutschland sucht den Superstar teil. Von 2014 bis 2020 war er Mitglied von Feuerherz.
Tamer Ülker setzte seine Karriere in weiterer Folge als Solokünstler fort.
2021 hatte Jamatami ein kleines Comeback. Zusammen mit den damaligen Produzenten, hat man den Song Wellerman zum 10. Jubiläum der Band produziert und am 23. Juli 2021 als Single veröffentlicht. Weitere Veröffentlichungen wurden dato ausgeschlossen. 

## Bandmitglieder
Die Band bestand aus
- Yasmine „Jazz“ Melody Vogel (* 26. April 1987 in Hammamet, Tunesien)
- Martijn „Matt“ Stoffers (* 11. April 1989 in Nunspeet, Niederlande)
- Tamer Ülker (* 27. Januar 1989 in Istanbul, Türkei)
- Miriam „Miri“ Jäger (* 23. November 1991 in Worms, Deutschland)

## Diskografie

### Alben
- 2011: Tic Tac Toe (VÖ: 17. Juni 2011)

### Singles
- 2011: Perfect Day (VÖ: 13. Mai 2011)
- 2011: Dance Under the Moonlight
- 2011: Ma-Ya-Hi
- 2012: Astronaut
- 2021: Wellerman